# Warwickshire
Warwickshire – hrabstwo administracyjne (niemetropolitalne), ceremonialne i historyczne w środkowej Anglii, w regionie West Midlands. Stolicą hrabstwa jest Warwick. Powierzchnia hrabstwa wynosi 1975 km² powierzchni, a liczba ludności – 543 800.

## Geografia
Według spisu z 2011 roku największymi miastami hrabstwa są: Nuneaton (86 552 mieszkańców), Rugby (70 628), Royal Leamington Spa (55 733), Warwick (31 345), Bedworth (30 648), Stratford-upon-Avon (27 830) oraz Kenilworth (22 413).
Północna część Warwickshire jest gęsto zaludniona, liczne miasta (Nuneaton, Rugby, Bedworth) były (lub są) ośrodkami przemysłu ciężkiego (kopalnie węgla, fabryki cementu), włókiennictwa i budownictwa. Część środkowa hrabstwa obejmuje historyczne, zabytkowe miasta Warwick, Kenilworth i Stratford-upon-Avon. Południowa część hrabstwa jest najmniej zurbanizowana i obejmuje część wzgórz Cotswolds. Zachodnia część historycznego Warwickshire porośnięta była gęstym lasem (Forest of Arden), w znacznej części wyciętym w okresie rewolucji przemysłowej. Z tego względu liczne nazwy miejscowości w północno-zachodnim Warwickshire zawierają wyrażenie przyimkowe "-in-Arden" (np. Hampton-in-Arden).
Historyczne granice Warwickshire obejmowały również Birmingham, Coventry i Solihull. W wyniku reorganizacji podziału terytorialnego Wielkiej Brytanii z 1974 konurbację Birmingham wydzielono do odrębnego hrabstwa West Midlands. W latach 1541–1842 miasto Coventry było stolicą wydzielonej jednostki, tzw. county corporate.
Na zachodzie Warwickshire graniczy z hrabstwami Worcestershire i West Midlands, na północy ze Staffordshire, na północnym wschodzie z Leicestershire, na wschodzie z Northamptonshire, na południu z Oxfordshire, a na południowym zachodzie z Gloucestershire.

## Historia

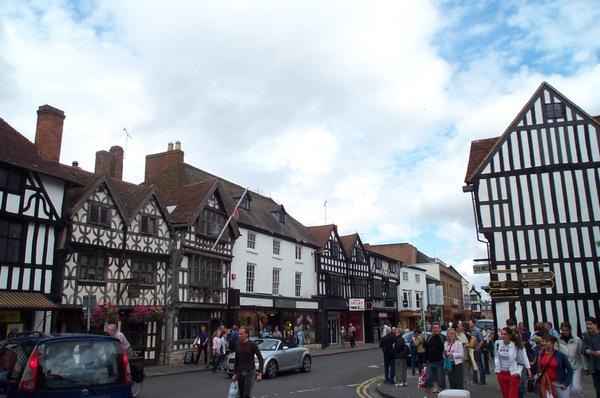
Jednym z najsłynniejszych mieszkańców hrabstwa był William Szekspir, pochodzący z miasta Stratford-upon-Avon

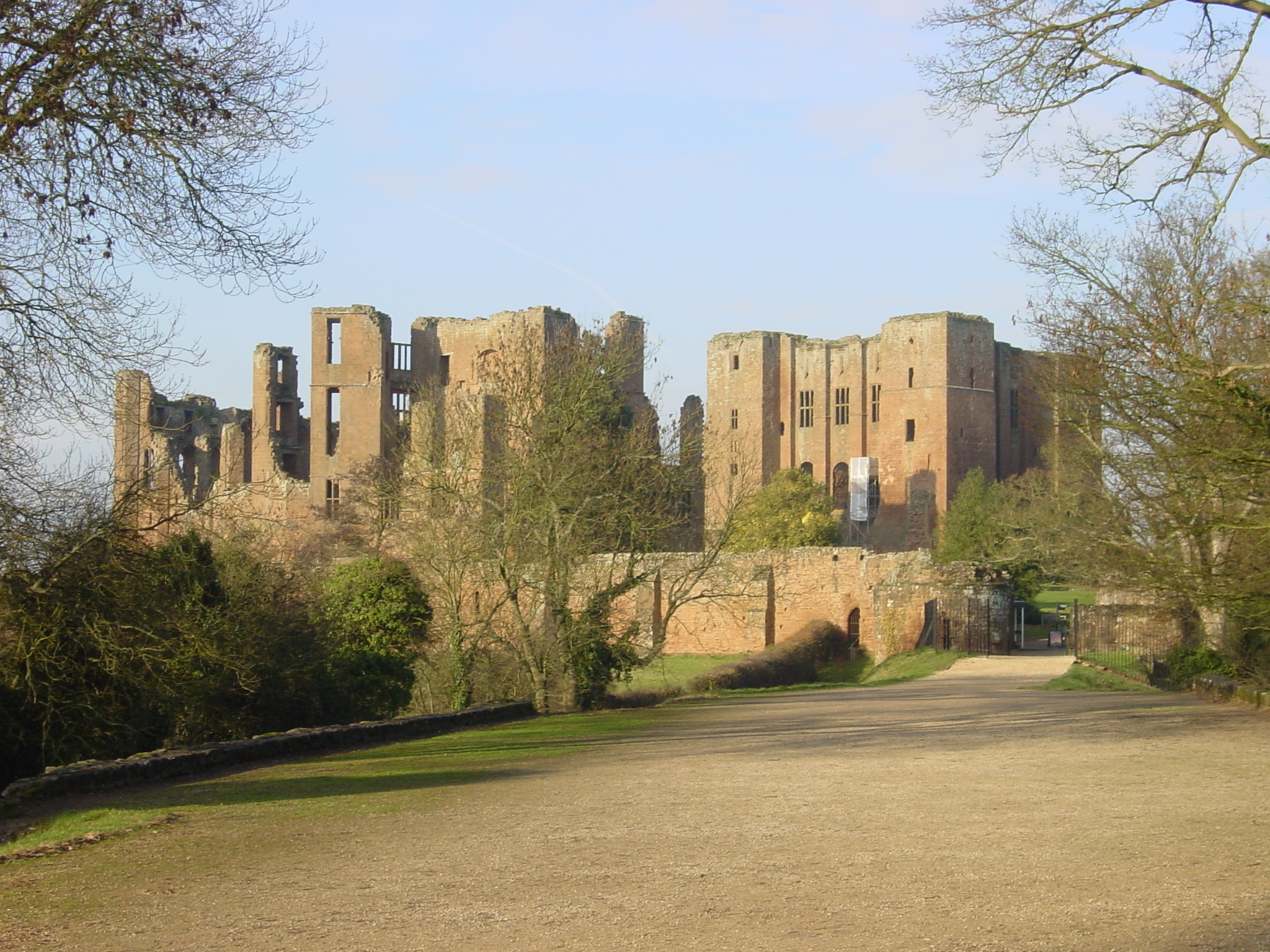
Zamek w Kenilworth

### Starożytność
Jak wskazują wykopaliska i pozostałości grodzisk z epoki żelaza tereny Warwickshire były zamieszkiwane przez ludzi od czasów prehistorycznych.
Przez kilka pierwszych dekad po rzymskiej inwazji na Wielką Brytanię (43 r. n.e.) tereny obecnego hrabstwa stanowiły zachodnią granicę Imperium. W tym czasie zbudowano szereg dróg i fortyfikacji wojskowych. Niektóre z tych fortyfikacji rozwinęły się z biegiem czasu w miasta. Największym rzymskim ośrodkiem na tym terenie była Aluana (obecny Alcester). Na północy (okolice obecnego Nuneaton) rozwinęło się garncarstwo.

### Czasy anglosaskie
Po wycofaniu się Rzymian z Brytanii, tereny hrabstwa zostały zasiedlone przez plemiona anglosaskie. W VIII wieku Warwickshire zostało częścią królestwa Mercji. W 874 roku, na mocy traktatu z Wedmore zawartego z wodzem duńskich wikingów Guthrumem, król Mercji Alfred Wielki zrzekł się terenów na wschód od Warwickshire na rzecz duńskich najeźdźców. Wawickshire przez kilkadziesiąt lat stało się pograniczem pomiędzy znacznie pomniejszonym królestwem Mercji a Danelaw (Daneaigh) – królestwem duńskich wikingów. Z tego okresu pochodzą fortyfikacje (m.in. zamek w Warwick oraz w Tamworth), które wzniosła Ethelfeda, córka Alfreda Wielkiego.

### Wieki średnie

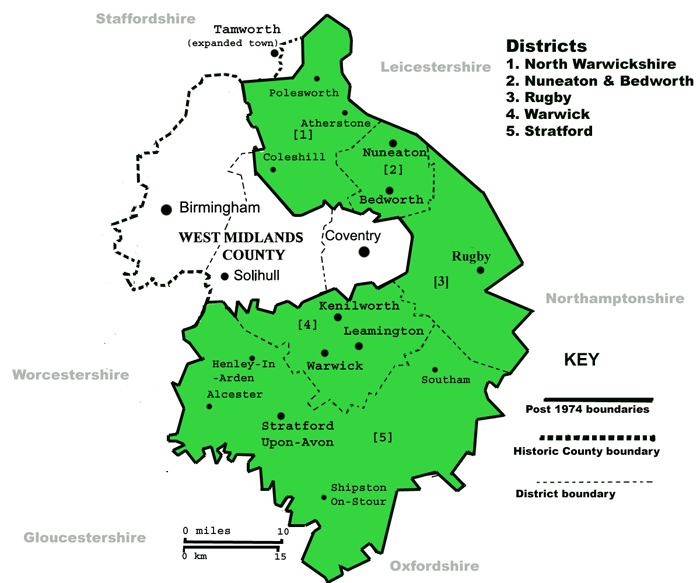
Mapa hrabstwa z zaznaczeniem jego historycznych i obecnych granic, a także dystryktów i ważniejszych miejscowości

Normanowie, po opanowaniu Brytanii, rozbudowali zamek w Warwick i wznieśli zamek w Kenilworth. Nastąpił znaczący, związany z handlem, rozwój miast (Birmingham, Bedworth, Stratford-upon-Avon). Dominującą pozycję w hrabstwie osiągnęło, dzięki włókiennictwu, miasto Coventry.

### Czasy nowożytne
Warwickshire było areną bitwy pod Edgehill podczas wojny domowej w 1642 roku. W zamkach Warwick i Kenilworth więziono wziętych do niewoli rojalistów.
W XVIII i XIX wieku nastąpił gwałtowny rozwój przemysłu w Warwickshire. Złoża węgla kamiennego, jedne z bogatszych w Anglii, przyczyniły się do rozwoju Coventry i Birmingham. Miasto Rugby stało się głównym węzłem transportowym hrabstwa.
W 1899 Birmingham i Coventry (później także i Solihull) zostały wydzielone z hrabstwa Warwickshire jako okręgi miejskie (county boroughs). W 1974 roku, w wyniku zmian podziału administracyjnego, z miast tych utworzono hrabstwo West Midlands.

## Podział administracyjny
W skład hrabstwa wchodzi pięć dystryktów:
1. North Warwickshire;
2. Nuneaton and Bedworth;
3. Rugby;
4. Stratford-on-Avon;
5. Warwick.